# Bernhard von der Schulenburg (Generalmajor)

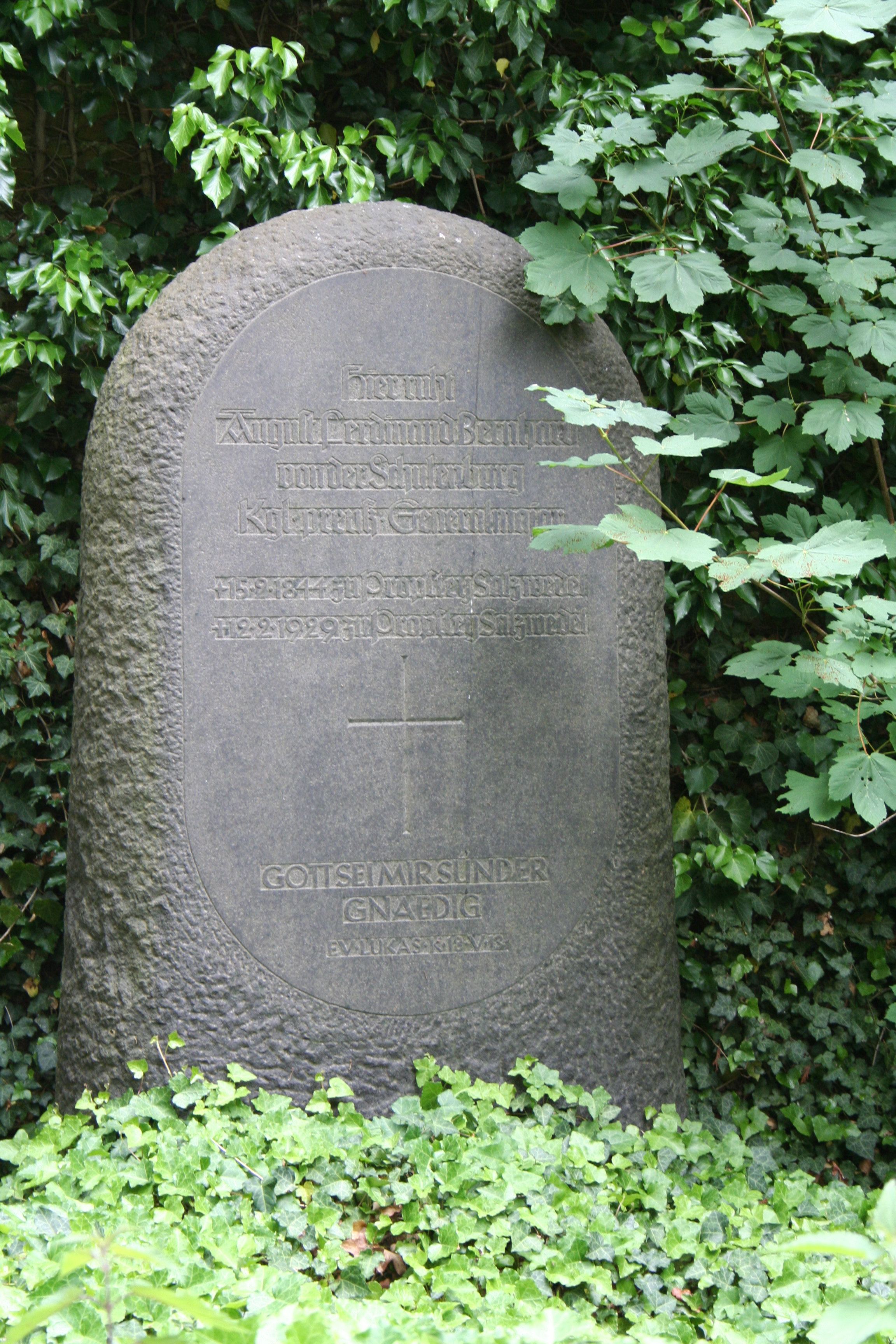
Grabstein Bernhards von der Schulenburg im Hof der Burg Apenburg

Karl August Ferdinand Bernhard von der Schulenburg (* 15. Februar 1844 in Propstei Salzwedel; † 12. Februar 1929 ebenda) war ein preußischer Generalmajor und Rechtsritter des Johanniterordens.

## Leben
Bernhard von der Schulenburg stammte aus dem altmärkischen Uradelsgeschlecht derer von der Schulenburg. Sein Vater war der Landrat des Kreises Salzwedel Wilhelm von der Schulenburg (1806–1883). Während seines Studiums in Bonn wurde er 1866 Mitglied des Corps Borussia.
Im Verlauf seiner Militärkarriere in der Preußischen Armee war Schulenburg vom 20. Mai 1893 bis zum 17. August 1897 Kommandeur des 1. Garde-Ulanen-Regiments und anschließend Kommandeur der 18. Kavallerie-Brigade in Altona.
Er heiratete 1880 in Lübbenau Mathilde Gräfin zu Lynar, mit der er gemeinsam in Berlin lebte. Aus der Ehe gingen drei Kinder hervor.